# Hieracium umbellatum
Hieracium umbellatum là một loài thực vật có hoa trong họ Cúc. Loài này được Carl von Linné mô tả khoa học đầu tiên năm 1753.

## Liên kết ngoài

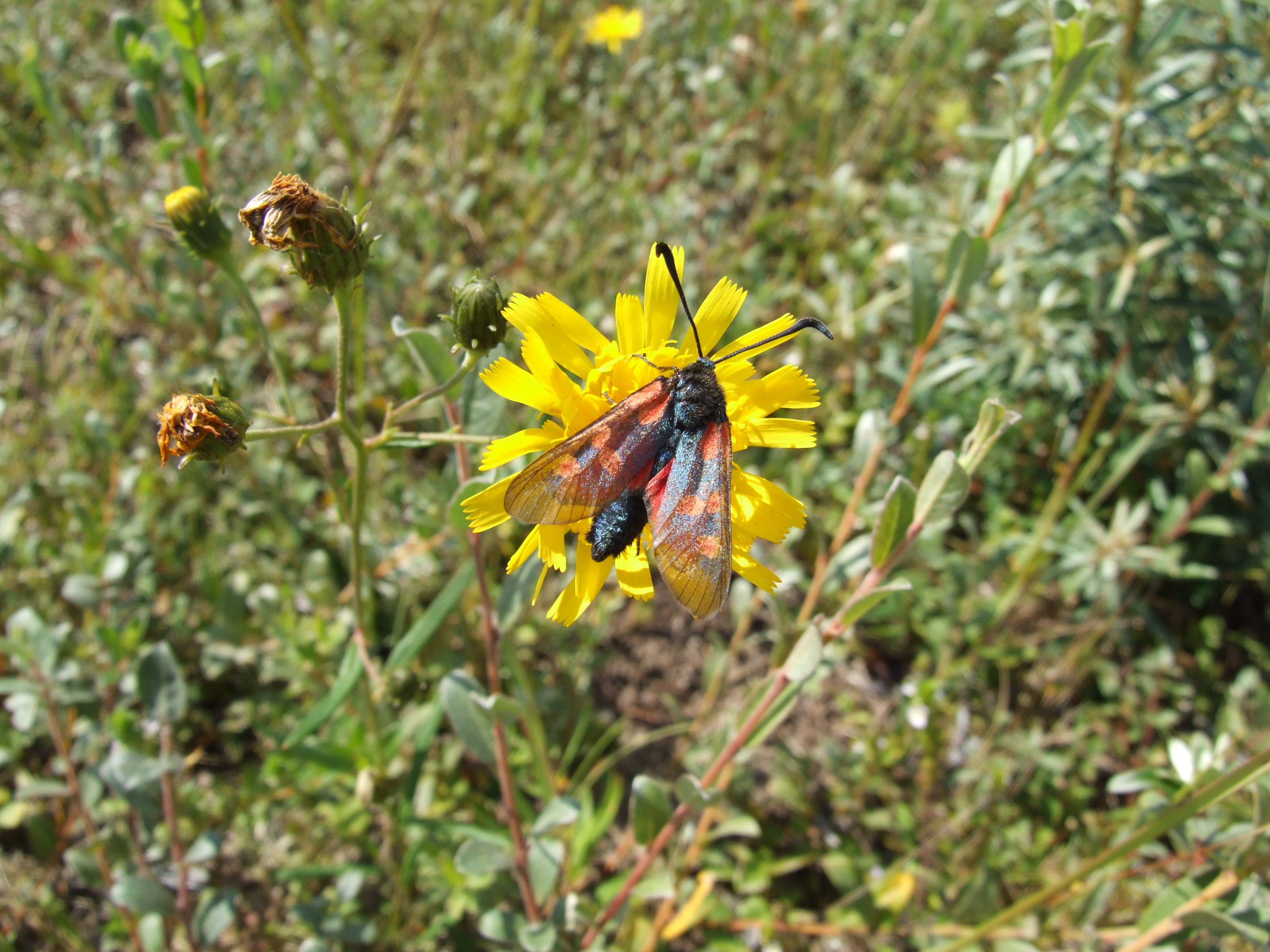
Hieracium umbellatum